# Acumuer
Acumuer est un village de la province de Huesca, situé à environ dix kilomètres au nord-ouest de la ville de Sabiñánigo, à 1 131 mètres d'altitude. Il comptait 605 habitants en 1900, et a connu depuis un fort déclin démographique ; il n'en compte plus que 14 aujourd'hui. L'église du village est dédiée à l'Ascension. À proximité d'Acumuer se trouve l'ermitage de Nuestra Señora del Pueyo. Entre 1842 et 1857, la commune d'Acumuer a annexé les villages voisins d'Asqués, Bolás, Asún et Isín (ces cinq villages formant la vallée d'Acumuer), avant d'être annexée à son tour par celle de Sabiñánigo en 1965. Acumuer a donné son nom à un dialecte aragonais qui fait partie de l'aragonais central, l'aragonais de la vallée d'Acumuer.